# Autobahn Fuzhou–Yinchuan
Die Autobahn Fuzhou–Yinchuan oder Fuyin-Autobahn (chinesisch 福银高速公路, Pinyin Fúyín gāosù gōnglù, englisch Fuyin Expressway), chin. Abk. G70, ist eine Autobahn in China, die eine Länge von 2.398 km aufweist. Sie beginnt bei der Metropole Fuzhou in der Provinz Fujian und führt in nordwestlicher Richtung über Nanchang, Jiujiang, Wuhan, Xiangyang, Xi’an und Guyuan nach Yinchuan im Autonomen Gebiet Ningxia.